# ケヴィン・チェン
 ケヴィン・チェン (Kevin Chen. 2005年3月、カルガリー生まれ) は、カナダ出身のピアニストである。 

## 略歴
5歳でピアノを始めた。8歳でカナダ音楽コンクールに優勝した。その他、受賞歴に示す通り様々な国際ピアノコンクール優勝を重ねている。

## 受賞歴
- 2019年　International Piano-e-Competition in Minneapolisで優勝
- 2020年　Hilton Head International Piano Competitionで優勝
- 2021年　ブダペスト国際音楽コンクール (国際フランツ・リスト・コンクール) で優勝[4]
- 2022年　第76回ジュネーブ国際音楽コンクールで優勝[5]
- 2023年　第17回ルービンシュタイン国際ピアノコンクールで優勝[6]